# Labor Pains
Labor Pains (с англ. — «Временно беременна») — пятый эпизод двадцать пятого сезона мультсериала «Симпсоны». Выпущен 17 ноября 2013 года в США на телеканале «FOX».

## Сюжет
Гомер говорит Мардж, что задержится на работе, но на самом деле он играет в покер с Ленни, Карлом, Барни и Мо. Гомер их покидает, заходит в лифт и неожиданно сталкивается с беременной девушкой по имени Гретчен, которая скоро должна родить. Лифт останавливается, и Гомеру приходится самому принимать роды. Гретчен называет младенца Гомером-младшим, и Гомер начинает регулярно нянчиться с ним. Узнав об этом, Мардж позволяет Гомеру проводить время с Гомером-младшим, но не желает, чтобы тот забывал о собственных детях. Гомер посещает зоопарк вместе со своими детьми и Гомером-младшим. Однако после того, как Гомер-младший чуть не сталкивает коляску Мэгги в вольер к луговым собачкам, Мардж велит Гомеру расстаться с младенцем. Гомер возвращает Гомера-младшего Гретчен к приезду вернувшегося отца-солдата.
Тем временем на футбольном матче команды «Спрингфилдские атомы» Лизу выбирают в качестве юной чирлидерши. После матча Лиза узнаёт от чирлидерш, что их начальник — Богатый Техасец — платит им очень мало и, вдобавок, установил камеры по всему стадиону, чтобы за ними следили все. Лиза и чирлидершы устраивают забастовку, и вскоре Богатый Техасец сдаётся и повышает им зарплату.

## Отношение критиков и публики
Эпизод просмотрело около 4.08 миллионов людей 18-49 лет, таким образом он получил рейтинг 1.8 и стал вторым по просматриваемости в блоке мультсериалов «Animation Domination» (первый — «Гриффины», «Boopa-dee Bappa-dee»).
Деннис Перкинс из «The A.V. Club» дал оценку «C» со словами: «В конце эпизода нет сюжетной развязки, если не учитывать тот факт, что Мэгги простила Гомера за то, что тот не обращал на неё внимания (она представляет, что её отец — Нед Фландерс). В целом, было неплохо, но надеюсь, что на следующей неделе будет лучше».